# Steve Makuka
Steve Eduardo Makuka Pereyra, noto semplicemente come Steve Makuka (Montevideo, 26 novembre 1994), è un calciatore uruguaiano, difensore dell'Uruguay Montevideo.

## Caratteristiche tecniche
È un difensore centrale.

## Carriera
Ha esordito fra i professionisti il 24 ottobre 2015 disputando con la maglia dell'Huracán l'incontro di Segunda División Profesional vinto 1-0 contro il Miramar Misiones.